# 希爾冰川
希爾冰川（英語：Hill Glacier），是南極洲的冰川，位於帕爾默地的斯帕茨島中西部，美國地質調查局根據測量和該國海軍的空中照片繪入地圖，現時由南極條約體系管理。